# Université de Genève
Université de Genève er et schweizisk universitet i Genève. Det er med sine knap 14.000 studenter landets næststørste universitet.
Universitetet blev grundlagt af Jean Calvin i 1559 som et præsteseminarium, men havde dog også undervisning i jura. Fokus var på teologien indtil det 17. århundrede, hvor institutionen blev et centrum for oplysningstidens uddannelse. I 1873 blev de religiøse bånd kappet, og universitet blev sekulært.
I dag består universitetet af otte fakulteter og har uddannelser indenfor både naturvidenskab, humaniora, samfundsvidenskab og teologi, men er særligt førende indenfor international politik og naturvidenskabelig forskning. Størstedelen af undervisningen foregår på fransk.